# Cerro Negro (kommun)
Cerro Negro är en kommun i Brasilien.   Den ligger i delstaten Santa Catarina, i den södra delen av landet, 1 400 km söder om huvudstaden Brasília. Antalet invånare är 3 585.
I omgivningarna runt Cerro Negro växer huvudsakligen savannskog. Runt Cerro Negro är det mycket glesbefolkat, med 7 invånare per kvadratkilometer.